# 骨龄
骨齡晚三年舉例，

## 測定方法
最常见的测量方法基于手部、手指和手腕的X-射线图像。手部只需要很小的放射剂量就能得到影像并且能够在一张影像上看到多块骨头。95%这影像因唐氏症骨头会被和一些标准进行比较，通常是“Greulich and Pyle”标准。
一个更复杂的测定方法也基于手部的X-射线图像，称作“TW2”方法。 除了提到的标准，同时也有一个基于膝盖成熟度的标准。
骨龄评测是一种便于实现计算机自动化的方法。这个方法的主要优势是避免了人为的因素。BoneXpert法是自动骨龄测试法中最好的例子。
婴儿的手部在出生后的第一年几乎不怎么变化。如果需要对婴儿进行更准确的骨龄测试，则需要对大约一半的身体骨骼进行X-射线拍照，从而可以评测肩部和骨盆那些在婴儿时期变化更频繁的部位。

## 身高預測
目前，已经有统计数据可以根据骨龄来估计身高的发育状态。运用简单的算术知识就能够根据一个孩童的身高和骨龄来预测其成年的身高。由于到达青春期的时间不同，统计数据表区分男女。而且对于某些骨骼异常提早或者异常迟缓发育的儿童，数据会进行相应修正。这些统计数据表（Bayley-Pinneau tables）被包含在"Greulich and Pyle"标准中。
在涉及到异常的发育情况时，通过骨龄来预测身高就缺乏准确性了。比如对于早产儿来说，他们出生时的身高往往很小，这时骨龄就不适宜作为预测成年后身高的依据。

## 臨床應用
骨龄大于或者小于生物年龄并不一定说明疾病或者不正常发育的发生。相反的，一个有发育不正常的人却有可能有正常的骨龄。儿童也不总是在一个特定的时间点成熟。一个健康儿童的骨龄可能年长或者年轻他的生物年龄一到两岁，就像正常儿童乳牙脱落的时间各有不同或者女性的月经初潮时间也往往存在差异。那些骨龄超过生物年龄的儿童往往开始发育的时间相对较早，其停止发育的时间也要偏早。所以，对于一个骨龄偏大的矮个子儿童来说，这会导致他们的身高偏低。对于这类儿童，他们需要医疗的帮助来促进骨骼的发育。
骨龄大于生物年龄的情况在那些性类固醇保持较高濃度的儿童中很常见，类似于性早熟和先天性腎上腺增生症。对于一个年幼时体重超重或者有脂肪代谢障碍问题的儿童，他们的“超龄”骨龄往往伴随着过早的肾上腺机能初现。骨龄偏大在有遗传性身体发育疾病的人中较为常见，这些疾病包括：兒童巨腦症候群(macrencephaly syndrome)、貝克威思－威德曼症候群和馬凡氏症候群（Marfan syndrome）。
骨骼的迟缓成熟被称为体质性生长延迟，但是成熟较晚也有可能是由于生长激素缺乏症和甲狀腺機能低下症造成的。
馬凡氏症候群的明显特征是胶原性疾病造成的发育不良。